# Veľké Železné (szczyt)
Veľké Železné (1294 m) – szczyt w zachodniej części Niżnych Tatr na Słowacji. Znajduje się w tzw. Grupie Salatynów (Salatíny) w górnej części Doliny Lupczańskiej (Ľupčianska dolina), w sąsiedztwie szczytów Salatín i Tlstá. Jest środkowym, mało wybitnym  wierzchołkiem grzbietu oddzielającego doliny potoków Malé Železné i Tlstý potok.
Jest całkowicie porośnięty lasem. Znajduje się w obrębie Parku Narodowego Niżne Tatry i nie prowadzi przez niego żaden szlak turystyczny.